# Milites castri
 (septembre 2020).
Le contenu est difficilement compréhensible vu les erreurs de traduction, qui sont peut-être dues à l'utilisation d'un logiciel de traduction automatique.
Le nom latin Miles ou au pluriel Milites, indiquant à l'origine les corps de l'infanterie des troupes auxiliaires de l'armée romaine, a été utilisé au Moyen Âge pour désigner des hommes libres d'utiliser des armes, dont la classe sociale de la cavalerie médiévale, chevaliers et, en totalité, la véritable origine de la noblesse.
Oratores, bellatores et laboratores étaient traditionnellement les trois fonctions dans lesquelles les individus étaient divisés dans les débuts de la société médiévale, ainsi que témoigné par l'évêque Adalbéron de Laon. Les premiers priaient pour la stabilité et la sécurité du monde chrétien, les seconds se battaient, tandis que les tiers, par le travail manuel, pourvoyaient à la subsistance de toute la société.
Au XIe siècle, chaque grand seigneur, pour renforcer son contrôle sur la seigneurie, va s'entourer de liens vassaliques. Il a en effet besoin d'hommes, de professionnels de la guerre : les bellatores ou milites. Pour s'assurer de leurs fidélités, il leur offre des bénéfices : honneurs ou terres. Ainsi on va voir des chevaliers vassaux qui vont habiter dans les châteaux du seigneur qui va les entretenir (milites castri).
La valeur des Milites, en tant que chevaliers de la cavalerie médiévale est d'ailleurs documentée par la métamorphose et, plus tard, par la sublimation du rôle de la cavalerie. Au départ, les chevaliers étaient les fils des riches cadets [ seigneurs féodaux], qui ont été envoyés pour se battre dans l'armée si le fief avait déjà été hérité par le fils aîné. La figure du chevalier resta alors, au moins jusqu'au XIe siècle, celle d'un « voleur », « rude et guerrier », qui se battait principalement pour lui-même et pour son prestige. Puis, à l'âge municipal, les clercs, inquiets de leur violence et de leurs raids, les enrôleront en les orientant vers un but plus grand : la défense de l'Église. Grâce à ce phénomène, les chevaliers devinrent de plus en plus protecteurs du christianisme et leur emblème fut élevé au modèle du « croisé », qui lutte pour une cause commune à tous. Vers le XIIe siècle, le chevalier a changé de rôle pour devenir chevalier-poète, raffinant sa culture, et ne se distinguant pas uniquement pour ses capacités militaires.
Voir par exemple la vicomté de Ségur.